# Johannes Gudmundi
Johannes Gudmundi, född 1623, död 30 december 1667 i Lofta församling, Kalmar län, han var en svensk präst.

## Biografi
Johannes Gudmundi föddes 1623. Han var son till guldsmeden och borgmästaren Gudmund Gudmundsson och Brita Pedersdotter Skute i Linköping. Gudmundi blev 1640 student vid Uppsala universitet, Uppsala och prästvigdes 24 mars 1651. Han promoverades till filosofie magister 1652 och blev 1654 konrektor vid skolan vid Linköpings trivialskola. Gudmundi blev 1659 rektor vid Linköpings trivialskola och 1660 kyrkoherde i Lofta församling, Lofta pastorat. Han avled 1667 i Lofta församling.

### Familj
Johannes Gudmundi gifte sig 1652 med Anna Prytz (1626–1687). Hon var dotter till kyrkoherden Ericus Prytz och Catharina Valentinsdotter Höckert i Kuddby socken. De fick tillsammans barnen Petrus Chryselius, Gudmundus Chryselius, Catharina Helena, Elisabeth och en dotter. Barnen tog efternamnet Chryselius. Efter Gudmundis död gifte Anna Prytz om sig med kyrkoherden Jacobus Birgeri Wellerius i Lofta socken.